# Ричардсон, Уильям Блейн
Уи́льям Блейн Ри́чардсон, больше известный как Билл Ричардсон (англ. William Blaine "Bill" Richardson III; 15 ноября 1947, Пасадина, Калифорния — 1 сентября 2023, Чатем, Массачусетс) — американский политик, работавший на различных постах в администрации президента США Билла Клинтона. С 1 января 2003 по 1 января 2011 года — губернатор штата Нью-Мексико.

## Биография
Его отец, Уильям Блейн Ричардсон-младший был исполнительным директором Citibank в Мехико. Там он женился на своей секретарше — Марии Луизе Лопес-Коллада Маркес, которая позже стала «светской львицей». Отец Билла был наполовину американцем, рождённым в Никарагуа, и, по словам сына, очень переживал из-за того, что родился не в США, и потому послал свою жену рожать в Пасадену. Билл получил право американского и мексиканского гражданства: только его дед со стороны отца был американцем, а у матери были мексиканские и испанские корни. Также у Ричардсона есть младшая сестра Веста, она работает врачом в США.
Ричардсон вырос в Мехико, но в 13 лет родители отправили его в Конкорд, город неподалёку от Бостона, учиться в престижной Миддлсэкской подготовительной школе. Несмотря на трудности с английским языком, Ричардсон смог привыкнуть к новой обстановке. В школе Ричардсон увлекался бейсболом, играл за любительские команды, однако бейсбольную карьеру Ричардсона прервала травма руки. Долгое время в биографиях Ричардсона отмечалось, что незадолго до травмы его пригласили играть в профессиональный бейсбольный клуб Kansas City Athletics, однако журналистское расследование в 2005 году установило, что его никогда не приглашали в этот клуб. После этого Ричардсон также признал ошибку.
Ричардсон избежал призыва в армию из-за порока сердца. После окончания школы в 1966 году он поступил во Флетчеровскую школу юриспруденции и дипломатии Университета Тафтса (Tufts University’s Fletcher School of Law and Diplomacy), где изучал политологию и французский язык. Ричардсон возглавлял местное отделение студенческого братства Дельта Тау Дельта (Delta Tau Delta). В 1970 году получил степень бакалавра, а в 1971-м — магистра. Во время учёбы в университете Ричардсон принял решение посвятить себя политике: своим вдохновителем он называл вице-президента США демократа Хьюберта Хамфри.
После окончания университета Ричардсон стал работать международным бизнес-консультантом. Кроме того, он был добровольным помощником республиканца-конгрессмена Брэдфорда Морса (Bradford Morse), а позже устроился на работу во внешнеполитический комитет Сената США, после чего примкнул к Демократической партии. До 1980 года работал в Государственном департаменте США.
После ухода в отставку Ричардсон некоторое время занимался бизнесом, входил в совет директоров нефтяных корпораций Valero и Diamond Offshore Drilling, причем он продал свой пакет акций Valero только в 2007 году, когда заявил о том, что поддерживает программу перехода на возобновляемые источники энергии. Кроме того, около года Ричардсон возглавлял неправительственную организацию Freedom House, занимающуюся исследованием гражданских прав и свобод в различных странах мира.
Политологи часто отмечали многонациональное происхождение Ричардсона, однако сам он неоднократно заявлял, что никогда не представлял интересы одного лишь испаноязычного или индейского меньшинства, и называл себя калифорнийцем.
Ричардсон является автором мемуаров «Between Worlds: The Making of an American Life», изданных в 2005 году. С 1997 года он являлся почётным доктором университета Тафтса. Ричардсон пять раз был номинирован на Нобелевскую премию мира.
Ричардсон был женат на Барбаре Флэйвин (Barbara Flavin). Будущие супруги познакомились в Миддлсэкской школе и вступили в брак в 1972 году. Детей у них не было. Известно, что Ричардсон увлекался охотой.
Умер 1 сентября 2023 года в возрасте 75 лет, во сне в своём летнем доме в Чатеме, штат Массачусетс.

### Деятельность в Палате представителей Конгресса США
В 1980 году Ричардсон неудачно баллотировался в Палату представителей Конгресса США. Однако в 1982 году был избран в Палату представителей от третьего избирательного округа в Нью-Мексико, который отличался самым пестрым национальным составом: в нём проживало 44 % европейцев, 34 % — латиноамериканцев и 20 % избирателей-индейцев. Проведя в Палате представителей 14 лет (с 1983 по 1997 год) Ричардсон стал одним из лидеров демократов в Конгрессе и сблизился с будущим президентом США Биллом Клинтоном.

### Посол США в ООН
21 января 1997 года Ричардсон был назначен на пост посла США в Организации Объединённых Наций. Он вёл переговоры с Северной Кореей, Суданом, Кубой, Югославией, Заиром, Ираком и афганскими талибами. При этом Ричардсон проявил себя талантливым переговорщиком и неоднократно добивался освобождения американских заложников и пленных. Позже Ричардсон представлял США на инаугурации президента Венесуэлы Уго Чавеса и впоследствии критиковал политику президента Джорджа Буша-младшего, направленную против Чавеса. Кроме того, на посту посла США в ООН Ричардсон был замешан в скандале, связанном с отношениями Билла Клинтона с Моникой Левински. В конце 1997 года, незадолго до того как о скандале стало известно общественности, он лично предложил Левински работу в американском представительстве ООН с достаточно высокой зарплатой. Сама Левински от должности в ООН отказалась. Впоследствии, отвечая перед судом, Ричардсон заявил, что ничего не знал об особых взаимоотношениях Левински и Клинтона.

### Министр энергетики США
31 июля 1998 года Ричардсон был назначен на должность министра энергетики США. На этом посту он уделял много внимания проблеме уничтожения ядерных отходов, а также возвращению федеральных земель с богатыми запасами природных ресурсов индейским племенам. Ричардсон участвовал в переговорах с Нигерией, одной из основных стран — поставщиц американской нефти. При этом он обещал финансовую помощь этому государству в обмен на экономические преобразования и приватизацию нефтяных компаний. Кроме того, Ричардсон был замешан в деле сотрудника национальной лаборатории Лос-Аламоса (Los Alamos National Laboratory) Вен Хо Ли (Wen Ho Lee), которого обвиняли в передаче американских ядерных секретов Китаю. Ричардсона, в свою очередь, обвиняли в том, что он не обеспечил должных мер информационной безопасности. Вен Хо Ли впоследствии был оправдан, однако скандал лишил Ричардсона шансов на то, чтобы кандидат от демократов в президенты США Альберт Гор (Albert Gore) выбрал его напарником на выборах в 2000 году. Ричардсон ушёл в отставку с поста министра энергетики в 2001 году после победы на выборах Джорджа Буша-младшего.

### Губернатор Нью-Мексико
В ноябре 2002 года Ричардсон победил на выборах губернатора штата Нью-Мексико, опередив кандидата от Республиканской партии Джона Санчеса. В ходе своей предвыборной кампании Ричардсон попал в книгу Гиннесса: за время одной из встреч с избирателями он успел за 8 часов пожать руки 13392 своим сторонникам, побив рекорд, установленный президентом США Теодором Рузвельтом в 1907 году. Ричардсон вступил в должность в 2003 году.
На посту губернатора штата Ричардсон либерально подошёл к вопросу о нелегальных иммигрантах из Мексики. Он отказался строить укреплённую стену на мексиканской границе, увеличив взамен численность патрулей, и предложил разрешить дать части нелегальных иммигрантов американское гражданство. Ричардсон также выступал за модернизацию экономики Нью-Мексико и увеличение заработной платы. Он поддержал вторжение в Ирак в 2003 году, хотя в Палате представителей в 1991 году выступал против войны в Персидском заливе. В 2006 году Ричардсон был переизбран на второй срок, набрав 69 процентов голосов.

### Участие в президентской кампании 2008 года
Ричардсон в 2008 году принял участие в президентских праймериз от Демократической партии. Среди тех, кто поддержал его кампанию, были известный режиссёр Стивен Спилберг и миллиардер Кирк Керкорян (Kirk Kerkorian). Всего Ричардсон смог собрать 20 миллионов долларов пожертвований. В случае успеха Ричардсон мог бы стать первым президентом-латиноамериканцем, но он снял свою кандидатуру 10 января 2008 года, после того как занял четвёртое место на кокусах в Айове. Несмотря на его выход из кампании, выдвижение Ричардсона все равно подняло вопрос о том, может ли стать президентом США человек, который родился в США, но детство провел за границей.
Ожидалось, что Ричардсон как близкий друг семьи Клинтонов поддержит кандидатуру Хиллари Клинтон, однако в марте 2008 года он заявил о том, что является сторонником другого кандидата от демократов — Барака Обамы. Советник Хиллари Клинтон, Джеймс Карвилль, сравнил этот поступок с предательством Иуды. Поддержка Ричардсона принесла Обаме голоса избирателей-латиноамериканцев и в определенной степени обеспечила ему победу над Клинтон.

### Назначение министром торговли США
После того как Барак Обама 4 ноября 2008 года был избран президентом США, Ричардсона называли одним из вероятных кандидатов на пост государственного секретаря, однако позже стало известно, что Обама назначит Ричардсона новым министром торговли. Ричардсон должен был вступить в должность после инаугурации Обамы в конце января 2009 года, однако 5 января неожиданно заявил о том, что отказывается от этого поста. Причиной послужило расследование, инициированное Генеральной прокуратурой США по факту получения выгодных контрактов от штата компаниями, совершавшими пожертвования на предвыборную кампанию Ричардсона. Свой отказ от поста министра торговли Ричардсон мотивировал тем, что судебное разбирательство затянет процесс его назначения. Обама заявил, что сожалеет о решении Ричардсона. Пресса сравнивала Ричардсона с губернатором штата Иллинойс Родом Благоевичем, арестованным ФБР в декабре 2008 года по обвинению в попытке продажи места представителя Иллинойса в Сенате, которое ранее занимал Обама.

### После отставки
После отставки Ричардсон участвовал в переговорах по освобождению американцев, арестованных в КНДР, а также в России.